# Alberich

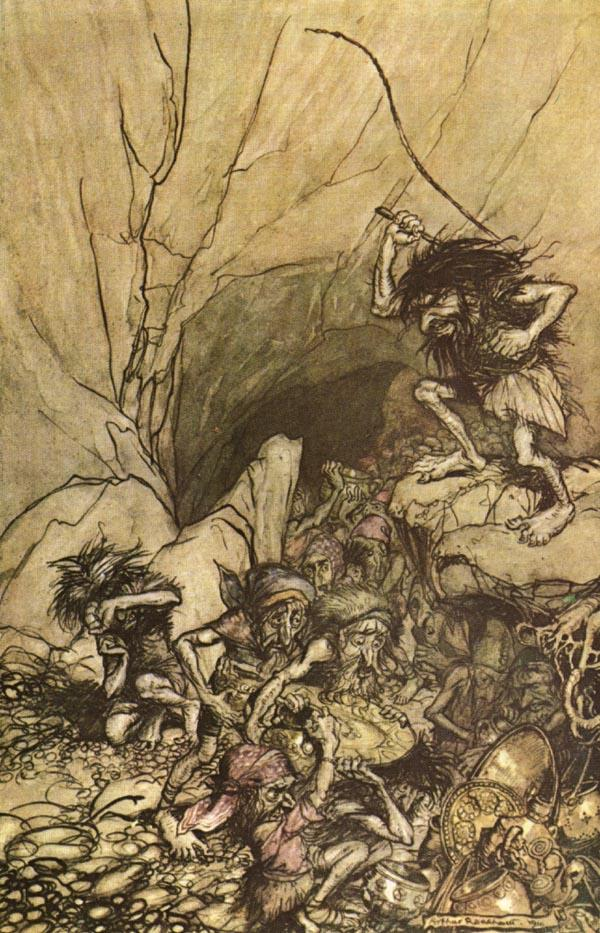
Alberich av Arthur Rackham.

Alberich är i germansk mytologi en dvärg, som har till uppgift att övervaka kung Nibelungs skatter. I Nibelungens ring av Richard Wagner berättas att skatterna stals från Alberich av Siegfried. 
Alberich skandinaviska motsvarighet är Andvare.